# Hydra förlag
Hydra förlag AB grundades år 2006 av Björn Elzén och Barbra Bohannan. Hydra är en idépolitiskt och ekonomiskt oberoende plattform för tyckare, tänkare och ordkonstnärer som utmanar gängse normer och uppfattningar. Hydra har en förkärlek för det frihetliga, libertinska och experimentella inom konst och litteratur.
Författare i Hydras stall inkluderar Tanja Suhinina, Louise Persson, Lukas Göthman, Elin Jonsson (illustratör), Liam Isman, Ylva Maria Thompson, Dominika Peczynski, Jonas Sigedal och Niklas Elert, Joseph Moncure March, Johan Norberg, Alexander Bard, Jan Söderqvist.